# Paul-Friedrich Leopold
Paul-Friedrich Leopold (* 9. Juni 1956 in Ludwigslust) ist ein deutscher Politiker (Ost-CDU, CDU).

## Leben
Paul-Friedrich Leopold legte 1975 nach zwölfjährigem Schulbesuch das Abitur ab und absolvierte eine Erwachsenenqualifizierung zum Heizungsmonteur. Er studierte HLT-Technik (Heizung-Lüftung-Sanitär) in Erfurt und schloss das Studium als Ingenieur für HLT-Technik ab. Er war Mitinhaber eines Planungsbüros für Ausbaugewerke und Mitglied des Aufsichtsrates der Maschinen- und Schiffbau AG.
Paul-Friedrich Leopold ist evangelisch, verheiratet und hat drei Kinder.

## Politik
1978 trat er in die Blockpartei CDU ein. Seit der Wende war er in der CDU in verschiedenen Funktionen auf Orts- und Kreisebene aktiv.
Bei der Landtagswahl in Mecklenburg-Vorpommern 1990 wurde er als Direktkandidat im Wahlkreis 9 (Ludwigslust) mit 41,0 % der Stimmen in den Landtag Mecklenburg-Vorpommern gewählt. Bei der Landtagswahl in Mecklenburg-Vorpommern 1994 konnte er seinen Wahlkreis (nun Wahlkreis 19 Ludwigslust III) mit 40,8 % der Stimmen verteidigen.